# Faltenunterspritzung
Eine Faltenunterspritzung ist eine ambulant durchführbare, nicht-operative Maßnahme zur Reduzierung von Falten im Gesicht. Zu diesem Zweck werden Substanzen unter die Hautoberfläche injiziert. Die Faltenunterspritzung, auch liquid lift genannt, stellt eine Alternative zur operativen Faltenentfernung (Lifting oder Straffung) dar und wird aus rein kosmetischen Gründen durchgeführt. In der Regel sind Nasen-, Mund- und Stirnfalten die Behandlungsregionen der Faltenunterspritzung.

## Wirkstoffe und Wirkungsweise
Eine Faltenunterspritzung ist mit verschiedenen Substanzen, auch Dermalfiller genannt, möglich. Man unterscheidet zwischen auflösbaren (resorbierbar genannt) und dauerhaften (nicht-resorbierbar) Substanzen.

### Resorbierbare Substanzen
- Hyaluronsäure ist eine Substanz, die in natürlicher Form auch im menschlichen Körper vorkommt. Für die Faltenbehandlung werden biotechnisch hergestellte Hyaluronsäuren verwendet, die aus Hahnenkämmen gewonnen werden und bei der Injektion unter die Haut stark wasserbindend wirken. Wie viel Wasser das injizierte Hyaluron bindet, ist von der Dichte der Substanz abhängig. Hyaluronsäure gibt es in unterschiedlicher Dichte. Die dünnflüssige Substanz füllt feine Falten an Lippen und Augen auf. Eine größere Dichte bedarf es bei der Auffüllung von tiefen Nasolabialfalten, zum Aufspritzen und Konturieren der Lippen sowie beim Anheben hängender Mundwinkel. Noch dichter muss die Struktur zum Volumenaufbau an Wangen, Kinn, Dekolleté und Händen sein. Verwendet werden Hyaluron-Präparate unterschiedlicher Hersteller, welche sich in der Dichte und Konsistenz sowie der Wirkungsdauer unterscheiden. Hyaluronsäure wird in einem Zeitraum von drei bis neun Monaten vom Körper abgebaut und ruft in der Regel keine Allergien hervor. Lediglich bei einer Überempfindlichkeit gegen Hühnereiweiß sollte diese Substanz nicht eingesetzt werden.

- Kollagen ist eine Substanz, welche im menschlichen Körper auch im Bindegewebe in natürlicher Form vorkommt. Das bio-technisch für Faltenbehandlungen hergestellte Kollagen wird aus Rinderhaut gewonnen, gereinigt und aufbereitet. Kollagen wird bei der Auffüllung kleiner Falten im Gesicht verwendet und von dem menschlichen Körper binnen drei bis neun Monate abgebaut. Dieser Wirkstoff ist in der EU nicht mehr erhältlich.

- Die Poly-L-Milchsäure orientiert sich an der in natürlicher Form im menschlichen Körper vorkommenden  Milchsäure und wird für die kosmetische Verwendung synthetisch hergestellt. Poly-L-Milchsäure bindet ähnlich wie die Hyaluronsäure langfristig Wasser im Bindegewebe und bewirkt damit eine Glättung der Hautoberfläche und die Verminderung von Falten im Gesicht. Es wird vor allem bei dem großflächigen Auffüllen, beispielsweise bei eingesunkenen Wangen und zur Behebung von unförmigen Gesichtskonturen verwendet. Der Effekt einer Faltenbehandlung mit Poly-Milchsäure ist bis zu zwei Jahre sichtbar.

- Auch die Faltenunterspritzung mit dem Nervengift Botulinumtoxin ist eine beliebte Behandlungsmethode gegen Gesichtsfalten. Man verwendet es vorzugsweise gegen die mimischen Gesichtsfalten in der oberen Gesichtshälfte. Botulinumtoxin ist ein Bakteriengift, dessen Injektion gezielt die mimische Muskulatur (z. B. Zornesfalte oder Krähenfüße) entspannt. Da sich die Muskeln nach der Faltenunterspritzung mit Botulinumtoxin nicht mehr zusammenziehen können, entspannt sich die darüberliegende Haut. Die Wirkung der Faltenunterspritzung tritt nach 3–4 Tagen ein und hält etwa 3–6 Monate an.

- Bei einer Faltenunterspritzung mit Eigenfett gewinnt der Arzt das Fett aus dem Körper des Patienten, indem er es abgesaugt und anschließend aufbereitet. Eigenfett findet oft Verwendung bei der Auffüllung von mittelstark bis stark ausgeprägten Mimikfalten und eingefallenen Wangen. Die Haltbarkeit unterscheidet sich stark von Patient zu Patient und kann von mehreren Wochen bis zu Jahren reichen.
- Calciumhydroxylapatit eignet sich zur Volumengabe im Bereich von Wangen, Kinn und Handrücken sowie zur Behandlung moderater und stark ausgeprägter Gesichtsfalten, aber auch in verdünnter Form zur allgemeinen Verjüngung des Hautbildes in Gesicht und vor allem am Körper. Es verfügt über einen 2-fachen Wirkmechanismus: Einen Soforteffekt durch die Gel-Matrix, das Trägergel, und einen langanhaltenden Effekt durch den Kollegenaufbau, welcher durch das Calciumhydroxylapatit angeregt wird. Die Haltbarkeit reicht durch den nachhaltigen Aufbau von kollagenem Gewebe von 12 bis zu 18 Monaten.

### Nicht-resorbierbare Substanzen
- Silikon ist eine synthetische Substanz, die zur Glättung von Falten im Mund- und Stirnbereich verwendet werden kann. Injiziertes Silikonöl lässt sich nur sehr schwer aus dem Gewebe wieder entfernen.

- Aptos-Fäden, auch „russische Fäden“ genannt, bestehen aus Polyurethan und werden zur Anhebung von erschlafften Hautpartien verwendet; dazu werden diese Fäden mit einer Nadel durch die entsprechende Hautpartie gezogen, wo das Bindegewebe die Fäden mit der Zeit umhüllt und aufpolstert. Mittels dieser Methode lassen sich vor allem Hängebacken und hängende Mundwinkel anheben.

## Risiken
Während resorbierbare Substanzen Allergien auslösen können, ist eine  Faltenunterspritzung mit nicht-resorbierbaren Substanzen riskanter: Diese Dauerimplantate können verrutschen, Allergien auslösen oder zu Knötchen führen. Auch die Gesellschaft für Ästhetische Chirurgie Deutschland rät von der Verwendung von nicht-resorbierbaren Substanzen ab. Zudem verliert die Haut im Alter an Elastizität und Hautpartien erschlaffen zunehmend. Die permanenten Substanzen verbleiben jedoch in ihrer Position und können mit der Zeit störend aus dem Gesicht ragen und als unästhetisch empfunden werden.

## Rechtliche Regelungen
Faltenunterspritzungen im Stirn-, Augen- und Halsbereich, zur Lippen- und Faltenunterfüllung und zur Therapie der Migräneerkrankung sind approbierten Ärzten und Heilpraktikern erlaubt, Zahnärzten und anderen Heilberufsangehörigen sowie Laien hingegen untersagt.